# Sismo de Iquique de 2014
O terremoto de Iquique de 2014 ocorreu às 20h46 (UTC-3), em 1 de abril, na região próxima à cidade de Iquique e teve magnitude de 8,2 MW. Afetou às regiões chilenas de Arica e Parinacota e Tarapacá, e de acordo com o Serviço Sismológico do Chile, o epicentro esteve a 89 km a sudoeste da localidade de Cuya.
Devido à intensidade e localização do sismo, o Serviço Hidrográfico e Oceanográfico da Armada do Chile (SHOA) decretou «alarme de tsunami» e a Oficina Nacional de Emergência do Ministério do Interior (ONEMI) ordenou evacuar os sectores costeiros de todo o país. O alarme fez-se extensiva a diversos países da costa do pacífico.
Foi o sismo mais poderoso registrado em 2014, de acordo com o serviço de monitoramento geológico dos Estados Unidos. O tremor durou dois minutos.

## Histórico
Uma série de tremores de médio porte já vinham atingido a região em semanas anteriores. Estes tremores e o tremor principal estão associados com o limite das placas tectônicas de Nazca e Sul-Americana.

## Efeitos

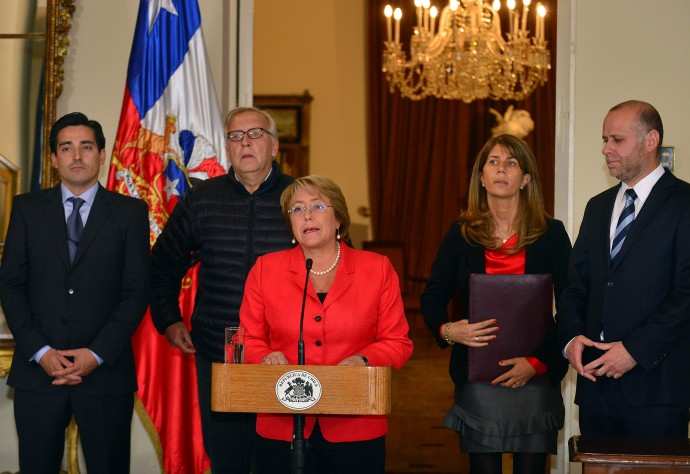
Presidenta Bachelet (ao centro) decretando Estado de Exceção Constitucional de Catástrofe para Arica e Parinacota e Tarapacá.

### Chile
O governo ordenou que as áreas costeiras do norte do país estão sendo evacuadas por causa do risco de tsunami. "Um terremoto forte como esse pode gerar uma grande onda que chega a uma costa próxima em alguns minutos e nas costas mais distantes em questão de uma hora", disse o porta-voz do centro de emergências chileno.

### Peru
O chefe do Escritório de Defesa Civil de Arequipa, Miguel Alayza, ordenou a evacuação de comunidades costeiras da cidade, no entanto, afirmou-se que o oficial ainda não recebeu um relatório da Marinha do Peru, mas tem sido baseada em informações provenientes de Chile. Por conseguinte, a medida seria essencialmente preventiva. Na costa do Peru, uma onda de cerca de um metro atingiu o litoral de Tacna, na fronteira com o Chile, "o que representa que não há risco de tsunami, mas é necessário adotar medidas de segurança", informou o comandante da Marinha, Colbert Ruiz.

### Equador
A Secretaria Nacional de Gestão de Riscos (SNGR) anunciou alerta vermelho para o litoral equatoriano, ou seja, necessidade de evacuação da áreas de risco. O próprio presidente do país, Rafael Correa, tinha confirmado em sua conta no Twitter o "forte terremoto no mar do Chile" e que "o INOCAR emitiu alerta de tsunami". Já o Instituto Oceanográfico da Marinha mudou de "alerta vermelho (evacuação) para o amarelo", de precaução.

## Alerta de tsunami
Foi relatado que um tsunami de cerca de 2 metros foi gerado, e já teria atingido algumas áreas costeiras do país, e avisos foram emitidos para toda a costa do Pacífico da América Latina. O governo ordenou que as áreas costeiras fossem evacuadas pelo risco de tsunami. O alerta diz que além do Chile, as regiões costeiras do Peru, Equador, Colômbia, Panamá, Costa Rica, Nicarágua, e Estados Unidos. estariam em risco. A Marinha do Chile disse que a primeira onda do tsunami atingiu a cidade de Pisagua 45 minutos após o terremoto. Posteriormente os alertas foram suspensos para todos os países, exceto o próprio Chile e o Peru.